# Helicoide

helicoide com α=1, -1≤ρ≤1 e -π≤θ≤π.

O helicoide (do grego helicoeidés) ou helicoidal é uma superfície em formato de hélice. Após o plano e o catenoide, é a terceira superfície mínima a ser conhecida. 

## Parametrização
O helicoide tem parametrização 
{\displaystyle X(u,v)=(v\cos {u},v\sin {u},au)}
em que (u,v) {\displaystyle \in [0,2\pi ]\times }R e {\displaystyle a\neq 0}.

## Ligação externa
- Helicoid - mathworld.wolfram.com
- - Prof. Doherty Andrade - Superfícies Parametrizadas - Universidade Estadual de Maringá - Departamento de Matemática